# 布袋和尚新传
《布袋和尚新传》，一部青春神话喜剧，講述布袋和尚在民间所發生的故事。2013年9月开机，2013年12月杀青，2014年11月28日四川公共频道首播。

## 劇情
本剧由《莲花开》、《迷心劫》、《仙侣缘》、《舍利劫》、《生死怨》、《白狐情》、《无为诡案》、《布袋当官》八個单元所组成。

## 演员
| 演员     | 角色          | 介绍                                              |
| 欧阳震华 | 布袋和尚      | 主演                                              |
| 陈晓雪   | 玄空          | 主演, 哼哈二将                                    |
| 周佳楠   | 玄明          | 主演, 哼哈二将                                    |
| 傅杨杨   | 紫霞/花非花   | 单元《迷心劫》/《仙侣缘》/《舍利劫》/《无为诡案》 |
| 吴孟达   | 张重天        | 单元《莲花开》                                    |
| 李恰     | 玉瑶公主      | 单元《仙侣缘》                                    |
| 蒋林静   | 银莲          | 单元《迷心劫》                                    |
| 袁冰妍   | 金莲          | 单元《迷心劫》                                    |
| 徐锦江   | 白象精        | 单元《迷心劫》                                    |
| 姜潮     | 大鹏          | 单元《仙侣缘》                                    |
| 张艺骞   | 蛤蟆精        | 单元《仙侣缘》                                    |
| 罗家英   | 蜈蚣精        | 单元《舍利劫》                                    |
| 王屹     | 一点红        | 单元《仙侣缘》/《舍利劫》                         |
| 沈英     | 聂小倩        | 单元《仙侣缘》/《舍利劫》                         |
| 阿丽娅   | 小灵 (白兔精) | 单元《舍利劫》                                    |
| 陶洋     | 白飞飞        | 单元《舍利劫》                                    |
| 章婷婷   | 黑蛇精        | 单元《无为诡案》                                  |
| 高嘉琳   | 白鹭精        | 单元《无为诡案》                                  |
| 张馨心   | 玉娇龙        | 单元《生死怨》                                    |
| 邢珊     | 如花          | 单元《生死怨》                                    |